# Gîtes d'étape du centre belge du tourisme des jeunes
 (janvier 2016).
L'association Gîtes d'étape du centre belge du tourisme des jeunes (abrégé en Gîtes d'étape ou en CBTJ) est une asbl belge spécialisée dans le tourisme social des jeunes. Elle gère un réseau de centres de vacances en Belgique francophone comptant 26 implantations. Son secrétaire général depuis 2012 est Benoît César,. L'association est membre du Conseil de la jeunesse catholique et de la plateforme de pédagogie et de formation Résonance.

## Histoire
Issue des Colonies fraternelles de la jeunesse fondées en 1926 par l’abbé Joseph Desmet (1896-1976), l'association fut rebaptisée en 1960 Centre belge du tourisme des jeunes (ou CBTJ), une appellation qu’elle conserva jusqu’à obtenir le nom complet de gîte d'étape du CBTJ en 1985. En 2019, l'asbl change de nom pour devenir Kaleo.

## Objet social et reconnaissances
Les Gîtes d'étape sont une association sans but lucratif (A.S.B.L.) dont l'objet social est défini comme suit :
L'association qui est dénuée de tout esprit de lucre a pour but de favoriser le tourisme social des jeunes avec une attention particulière aux personnes économiquement et culturellement défavorisées, et ainsi collaborer à l'éducation sociale, civique, culturelle et spirituelle. Elle peut notamment prêter son concours et s’intéresser à toutes activités similaires à son objet.
L'activité de l'association se situe ainsi à la croisée de deux secteurs : le tourisme social et la jeunesse. D’un point de vue institutionnel, ce double objet est marqué par une reconnaissance de l’association d’une part en tant qu'organisation de jeunesse (par la Fédération Wallonie-Bruxelles) et d’autre part en tant qu'organisation de tourisme social (par la Région Wallonne et la C.C.F. de la Région de Bruxelles-Capitale).

## Réseau d'hébergement
L’association Gîtes d'étape gère un réseau d’hébergement et de centres de vacances en Wallonie et à Bruxelles comptant 26 implantations dans lesquelles sont réparties 32 structures d'accueil (7 Gîtes accueil et 25 Gîtes de groupe). Certains de ces gîtes sont la propriété de l'association, d'autres font l’objet de conventions de gestion et/ou de baux emphytéotiques. L'association dispose également d'une équipe pédagogique spécialisée dans l'accompagnement à l’organisation de séjours, développant notamment des programmes à destination de publics scolaires.

## Activité
Au bilan 2014, le réseau comptait un total de 1 758 lits, répartis sur l'ensemble des infrastructures (GG et GA, partenaires et propriétaires). Ceci fait des Gîtes d'étape le plus grand réseau de tourisme social des jeunes en Belgique francophone.
L’occupation moyenne globale des structures est relativement stable depuis plusieurs années, et se situe aux alentours de 33% (données 2009-2014), avec un nombre total de 194 320 nuitées pour l'ensemble du réseau en 2014.